# Jan Briers (1953)
Jan Albert Alfons Briers (Gent, 30 oktober 1953) was van 2013 tot 2018 gouverneur van de provincie Oost-Vlaanderen. Voordien was hij gedelegeerd bestuurder van het Festival van Vlaanderen voor de afdelingen Gent en Brussel. Van 2019 tot 2024 was hij voor CD&V lid van de Belgische Kamer van volksvertegenwoordigers.

## Festival van Vlaanderen
Briers studeerde Moderne Talen aan het Provinciaal Handels- en Taalinstituut in Gent. Na zijn studie Pers en Communicatie werkte hij een jaar bij de Nationale Loterij om vervolgens de overstap te maken naar het Festival van Vlaanderen.
Het Festival van Vlaanderen werd in 1958 opgestart met een deel van de opbrengst van de Wereldtentoonstelling van '58. Die winst werd verdeeld over de provincies: zij moesten het geld aan cultuur besteden. De Provincie Oost-Vlaanderen gaf de opdracht aan Jan Briers sr. – toenmalig directeur  Radio Gent - de voorloper van Radio 2 Oost-Vlaanderen. Het eerste jaar organiseerde hij een reeks klassieke concerten in de troonzaal van het Gentse stadhuis. Dat was meteen een succes. Als peuter mocht de vierjarige Jan Briers jr. van zijn vader een bos bloemen aan koningin Elisabeth overhandigen tijdens het openingsconcert.

In de jaren 70 organiseerde hij als student de Happening in de Sint-Pietersabdij, waarbij hij onder de vleugels van het Festival van Vlaanderen een confrontatie tussen klassieke en popmuziek opzette. Hij programmeerde T.C. Matic en Mink DeVille op het plein, terwijl in de kerk La Petite Bande speelde. In 1985 werd hij, in opvolging van zijn vader, ridder Jan Briers, hoofd van de festivalafdelingen Brussel en Gent binnen het Festival van Vlaanderen en behield deze functie tot in 2013. Na zijn benoeming tot gouverneur in 2013, bleef hij voor beide festivalafdelingen aan als bestuurder.

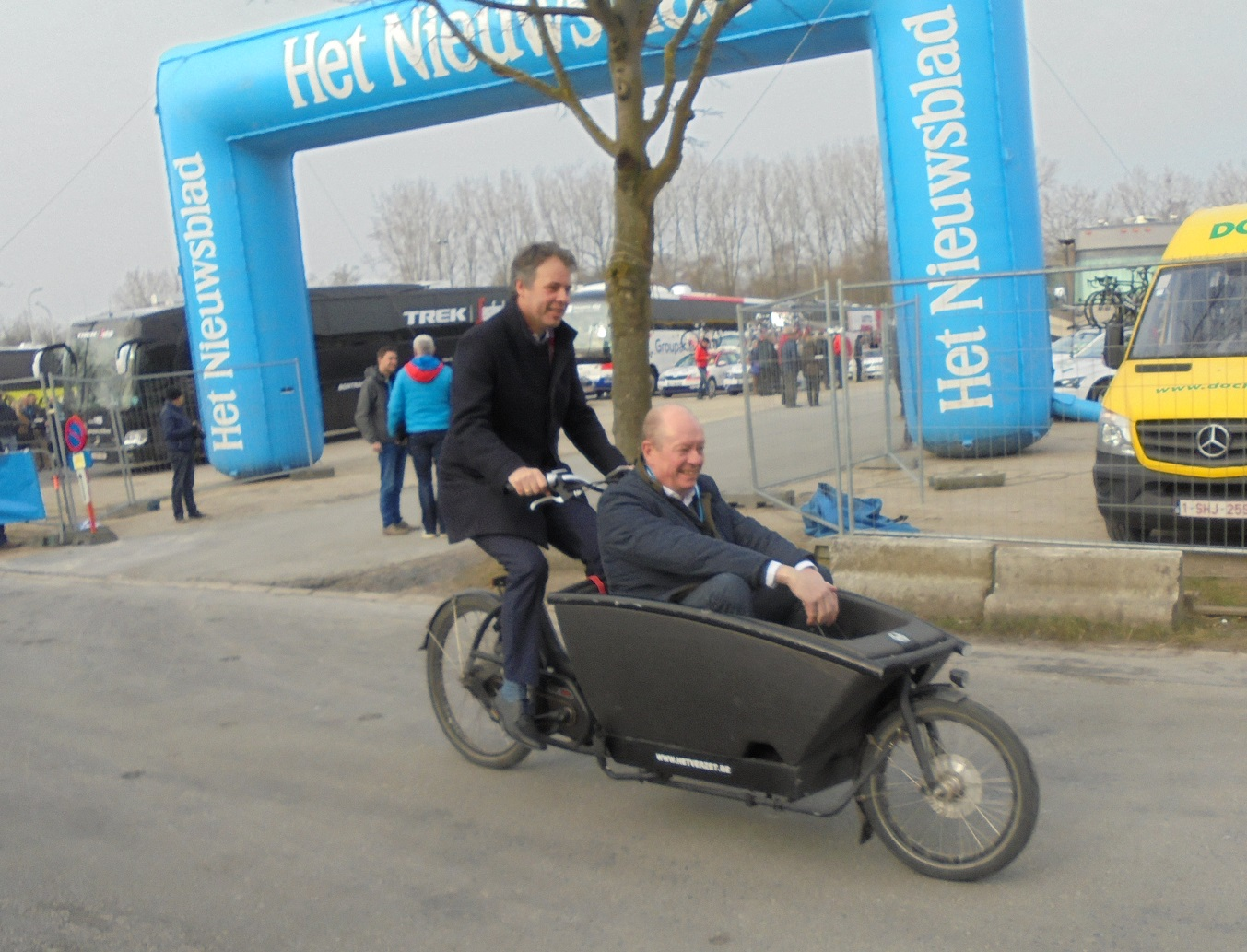
Jan Vermeulen, de burgemeester van Deinze, (links) en Jan Briers bij de start van Gent-Wevelgem in 2018

In 2009 richtte hij – samen met Flanders Investment & Trade, Gent Festival van Vlaanderen, IJV-IFAS, International Club of Flanders, PMV, Port of Ghent, Universiteit Gent, Vlerick Business School en Floraliën Gent – de Informele Top van Gent op. The Informal Summit of Flanders– de huidige naam – is een jaarlijkse conferentie waarbij de decision makers uit het economische, culturele, politieke en academische veld centraal staan. Daarnaast stichtte hij MusMA (Music Masters on Air), een internationaal omroepfestival in 8 landen van Europa, partnership met 8 festivals en 8 radio- en televisie-omroepen.
Op 15 december 2017 werd Jan Briers benoemd tot voorzitter van het Festival van Vlaanderen Gent en Historische Steden vzw.

## Gouverneur
Op 18 januari 2013 droeg de Vlaamse Regering Jan Briers voor als de nieuwe gouverneur van de provincie Oost-Vlaanderen, op voorstel van de Nieuw-Vlaamse Alliantie (N-VA). Hiermee volgde hij André Denys op. Zijn benoeming was het allereerste gouverneurschap onder de vlag van het N-VA hoewel Jan Briers zich nadrukkelijk als onafhankelijk profileert. In dit verband stelde Ben Weyts: Een gouverneur is idealiter iemand die in het maatschappelijke leven heeft bewezen dat hij of zij kan leiding geven, kan coördineren en beslissingen kan nemen. En uiteraard moet een gouverneur over voldoende draagvlak beschikken in zijn provincie en een netwerk hebben waarop hij of zij kan terugvallen. Zo iemand staat beter boven de politiek, dan er uit te komen. Wij willen een gouverneur van en voor Oost-Vlaanderen, niet van en voor een politieke partij.
De voordracht zorgde voor controverse, omdat "iemand zonder partijkaart daarom nog niet iemand zonder politieke aanhang is". Vooral Open Vld had kritiek omdat het traditionele overleg tussen partijen, alsook tussen de federale en de Vlaamse regering niet hadden plaatsgevonden.
Nadat de plooien waren gladgestreken werd op 29 januari een akkoord bereikt en kon de benoeming doorgaan. Op 31 januari legde Briers de grondwettelijke eed af in het Vlaams Parlement bij minister van Binnenlandse Aangelegenheden Geert Bourgeois (N-VA), in aanwezigheid van minister van Binnenlandse Zaken Joëlle Milquet (cdH), Antwerps gouverneur Cathy Berx en minister van Staat Mark Eyskens, toenmalig voorzitter van de vzw Festival van Vlaanderen.
Op 1 februari trad hij in functie als twintigste gouverneur van Oost-Vlaanderen. Naar eigen zeggen wil hij een muzikale gouverneur worden en tevens bruggenbouwer tussen de diverse overheden.
Bij de nasleep van de trein- en giframp bij Wetteren werd de provinciale fase van het rampenplan afgeroepen op 4 mei 2013 en nam gouverneur Briers de coördinatie op zich.
Organisaties waar hij een voorzitterschap had vanuit zijn gouverneursopdracht:
Project Schelde Sterk Merk; Project Gentse Kanaalzone; Project Landschap van Erembald tot Kravaalbos; Project Parkbos; de Provinciale Veiligheidscel en de Bekkenstructuren van Leie, Dender, Gentse Kanalen, Beneden- en Bovenschelde. 
Het eerste ‘complex project’ van de Vlaamse Regering – de woonwijk Klein Rusland – werd eveneens opgestart onder het voorzitterschap van Jan Briers.

## European Festivals Association (EFA)
Sinds mei 2017 is Jan Briers voorzitter benoemd van de European Festivals Association voor een periode van 5 jaar.

## CD&V
In februari 2019 sloot hij zich aan bij CD&V. Na zijn mandaat als gouverneur contacteerde Briers minister van Binnenlandse Zaken Pieter De Crem (CD&V) met de melding dat hij nog "iets wilde betekenen voor de veiligheid van het land", waaruit het lidmaatschap uiteindelijk voortvloeide. Briers kreeg de eerste opvolgersplaats op de Oost-Vlaamse CD&V-lijst voor de federale verkiezingen van 2019. De keuze voor CD&V was opmerkelijk, aangezien N-VA hem als gouverneur had voorgedragen.
Na de verkiezingen van mei 2019 besloot Pieter De Crem zijn zetel in de Kamer van volksvertegenwoordigers niet op te nemen. Hierdoor volgde Briers hem op in de Kamer. Hij werd in de Kamer lid van de commissies voor Binnenlandse Zaken, Klimaat en Buitenlandse Zaken, alsook ondervoorzitter van de commissie voor Grondwet en Institutionele Vernieuwing en van de bijzondere commissie belast met het onderzoek naar het Belgisch koloniaal verleden in Congo.
Bij de verkiezingen van juni 2024 stond Briers op de vijfde plaats van de Europese lijst van zijn partij, hij werd niet verkozen.

## Privé
Briers is gehuwd met een altvioliste en heeft één dochter. Hij woont in het Oost-Vlaamse Baaigem.

## Eretekens
- België: Grootofficier in de Leopoldsorde, KB van 8 januari 2016.